# Station West Worthing
West Worthing is een spoorwegstation van National Rail in Worthing, Worthing in Engeland. Het station is eigendom van Network Rail en wordt beheerd door Southern. Het station is geopend in 1889.